# Acalypha sericea
Acalypha sericea är en törelväxtart som beskrevs av Nils Johan Andersson. Acalypha sericea ingår i släktet akalyfor, och familjen törelväxter.

## Underarter
Arten delas in i följande underarter:
- A. s. baurii
- A. s. indefessus
- A. s. sericea